# Капланкырский заповедник
Капланкырский заповедник или заповедник Капланкыр (туркм. Gaplaňgyr goraghanasy) расположен на южном краю плато Устюрт в Дашогузском велаяте на севере Туркменистана. Он занимает площадь 2822 км², а вместе с двумя заказниками, входящими в охранную его зону 8210 км².
Заповедник был создан в 1979 году для охраны и восстановления местной флоры и фауны, он расположен на плато Капланкыр на границе с Казахстаном и Узбекистаном на северо-западе Дашогузского велаята. Заповедник образован, прежде всего, для охраны и восстановления численности устюртского уриала, джейрана и также других представителей фауны Северного Туркменистана. В 1980-х годах проводилось изучение экосистем Заунгузских Каракумов, Сарыкамышской впадины и Юго-Восточного Устюрта с целью разработки научных основ сохранения и восстановления экосистем региона. Оно осуществлялось научным отделом заповедника (В. М. Шубенкин, В. Ю. Чернов и другие) в рамках госбюджетных плановых тем. Как и в других заповедниках, здесь ведется «Летопись природы», а совместно с сотрудниками Национального института пустынь, растительного и животного мира проводятся полевые выезды по изучению современного состояния биоразнообразия этого интересного района на севере Туркменистана.

## Положение
Заповедник находится в северо-западной части Дашогузского велаята Туркменистана. Территория заповедника и его заказников расположена в пределах Устюртской и Сарыкамышской физико-географических областей и лишь на юго-востоке захватывает небольшой участок Северных Каракумов, называемых Заунгузскими. Таким образом, Капланкырский заповедник стоит на стыке южной и северной подзоны пустынь Турана.

## Рельеф
Господствующий ландшафт — глинистая, местами волнистая равнина — плато Капланкыр. У северных его пределов равнинный облик привносятся своеобразные включения в виде многочисленных мелких впадин и более крупных котловин, понижений, воронок, провалов — «анов» и пещер карстового происхождения. Здесь насчитывается 44 пещеры, 7 из них сквозные. Длина самой большой пещеры 206 м, высота 9 м, расположена она на глубине 42-44 м. В этих пещерах некоторые звери, птицы и рептилии находят места для отдыха, гнездования и укрытия от холодов и жары, а также опасностей. Юго-западный угол Сарыкамышской впадины, большая часть которой занимает одноимённое озеро, охватывает Сарыкамышский заказник. Площадь озера около 3000 км², глубина до 40 м. Впадина сложена аллювиально-дельтовыми отложениями. В её пределах находятся не только водно-болотные участки: широко распространены такыры и пески, встречаются также солончаки. Поражают своеобразной красотой чинки заповедника и прилегающих территорий: на западе — Гарашорские, обрывающиеся в одноимённую впадину до 200 м и более; на северо-востоке — Сарыкамышские, менее высокие.

## Климат
Резко континентальный и очень сухой, в году выпадает менее 100 мм осадков. Весна короткая, быстротечная. Сухая погода обычно устанавливается с середины мая. Травянистая растительность выгорает. Лето жаркое и продолжительное. В зимний период погода не устойчива, часты оттепели, снег держится 20-25 дней. Среднегодовая температура составляет +11 °C. В январе температура, в среднем опускается до −5 °C, а в июле поднимается до +28 °C. В необычно холодные зимы температура может снижаться до −20 °C, а в жаркие летние дни повышаться до +44 °C. Преобладают северные и северо-восточные ветры. Нередки пыльные бури, особенно, в весенне-летний период. Максимум осадков приходится на зиму и весну. Постоянных водотоков на заповедной территории нет. Песчаные почвы — на крупно-грядовых песках в восточной и юго-восточной частях заповедника. Содержание гумуса в них также низкое, а растительность образуется песчано-пустынными сообществами. Наконец, ещё два типа почв — такыры и солончаки. Такыры разбросаны пятнами на плато и между грядами песков. Что касается солончаков, то они формируются на понижениях рельефа, в условиях близкого залегания минерализованных грунтовых вод.
Растительность на солончаках представлена солянками.

## Флора
В ботанико-географическом отношении заповедная территория находится на стыке северной и южной подзоны пустыни Туранской низменности Туранской провинции Азиатской области пустынь. Флора заповедника включает 377 видов высших сосудистых растений из 178 родов и 46 семейств. (По другим данным, на территории заповедника зарегистрированы 918 видов высших растений). Более половины видового разнообразия составляют пять характерных для пустынь семейств: маревые, крестоцветные, сложноцветные, бобовые и злаковые. Такой состав обуславливается территориальным расположением заповедника в переходной полосе и представляет большой интерес с биогеографической точки зрения. Мох (Tortula desertorum) образует под кустами порой сплошное покрытие и там также может насчитываться до 20 видов лишайников, а на солончаках — до 30 видов водорослей, при высоком разнообразии грибов ксерофильной природы.
Среди наиболее редких видов следует отметить солянку хивинскую, мягкоплодник критмолистный, спаржу туркестанскую и песчаную акацию Эйхвальда, которые внесены в Красную книгу Туркменистана (2011), а также редкие эндемичные виды, как молочай твердобокальчатый и липскиелла однолетняя.
Растительность основных ландшафтов заповедника в общих чертах можно охарактеризовать следующим образом. Основу растительных группировок Капланкыра составляют полынно-солянковые сообщества. Значительные площади плато заняты биюргуновыми (эдификатор Anabasis salsa), тетырными (Salsola gemmascens) и черносаксауловыми (Haloxylon aphyllum) однородными сообществами с участием видов многолетней полыни солнцелюбивой и полукустарничковых полыней — сантолинной, пустынной и туранской. Верхний (первый) ярус, состоящий из чёрного саксаула, кандыма и других кустарников, не всегда выражен. Основным ярусом является второй, высотой 20-40 см, который образован полынью при участии полукустарниковых солянок: тетыра и кэврейика. В северо восточной части территории на склонах плато, обращенных к Сарыкамышской впадине, доминирует черносаксаулово-кэврейиковая ассоциация. В однообразный характер растительности привносят колорит интразональные включения: котловины, останцовые возвышенности, русла временных водотоков и т. п. По понижениям или вдоль промоин развиваются пятна колючих кустарников — боялыча, вьюнка, караганы и курчавки.
На участках бугристых и грядово-бугристых песков Заунгузских Каракумов, прилегающих с юга, растительный покров представлен, главным образом, белосаксауловой группировкой. Её верхний ярус высотой 1.5-2.0 м образуется белым саксаулом и другими крупными кустарниками, куда входят разные виды кандымов, солянка Рихтера, хвойник шишконосный, песчаная акация и др. Второй ярус составляют кустарники и полукустарники помельче, обычно не выше 1 м. Они представлены хвойником промежуточным, мавзолеей волосистоплодной, астрагалами и др. Третий ярус травянистый, где особое место принадлежит илаку или осоке вздутой, создающим относительно мощный покров. Из других трав, кроме илака, заслуживают внимания лук, ирисы, эремурусы, а также эфемеры, в основном, из семейства крестоцветных, злаки, сложноцветные, в частности, ферула дурнопахнущая. В благоприятные годы количество эфемеров в белосаксаульных фитоценозах достигает 30 видов и более.
Что касается черносаксаульников, то они распространены, главным образом, в Сарыкамышской впадине, где в зависимости от почвенного покрова видовой состав сообществ меняется. Так, на песках совместно с чёрным саксаулом произрастают черкез и различные виды кандымов, а в травяном ярусе многие эфемеры. Среди кустов тамарикса, которые сохранились по краям Сарыкамышской впадины, также встречаются заросли чёрного саксаула. Травянистые растения здесь представлены, в основном, некоторыми однолетними травами.
Основные типы и элементы ландшафтов в соответствующих экосистемах заповедника — плато, чинки, как а пустыни, бессточные впадины, карстовые провалы, кыровые гряды, солончаки и озера; особняком стоит экосистема озера Сарыкамыш, где близко контактируют водные и околоводные группировки растений и животных (на дне и в толще воды озера, на островах и побережье). Биотопическая мозаичность в Сарыкамышском заказнике более выражена, чем на других участках заповедной территории, что имеет весьма важное значение, в частности, для фауны.

## Фауна
В Капланкырском заповеднике зарегистрировано 26 видов млекопитающих, 147 видов птиц
. Охраняемые редкие виды млекопитающих, обитающие в заповеднике, это джейран, устюртский уриал, медоед. В зимний период на территорию заповедника мигрируют стада сайгаков из соседнего Каракалпакстана. В 1980-е годы реакклиматизирован кулан. По зоогеографическому районированию территория относится к пустынно-степной подобласти Палеарктической зоогеографической области. Южный Устюрт, где расположена основная часть заповедника, входит в Устюртский район Казахской зоогеографической провинции; Сарыкамышский и Шасенемский заказники, как и примыкающие к ним Заунгузские Каракумы, относятся к Иранской провинции Среднеазиатского пустынного округа. Характерная особенность животного мира заповедника также обусловлена географическим положением резервата в зоне перехода от северных к южным типам пустынь. В отношении насекомых, в целом, можно сказать, что на глинистых равнинных участках обычны жуки, саранчовые и термиты, а в песчаных местообитаниях — москиты, муравьи, чешуекрылые; из жуков — чернотелки и долгоносики.
Капланкырский заповедника также включает два заказника: Сарыкамышский заказник, площадью 210 400 га, организованный в 1980 году для охраны озёрно-прибрежных экосистем, и Шахсенемский заказник, 270 000 га, созданный в 1983 году для сохранения каменистых пустынь.